# 4:44 Останній день на Землі
«4:44 Останній день на Землі» (англ. 4:44 Last Day on Earth) — фільм 2011 року режисера Абеля Феррари.

## Сюжет
Двоє живуть у дизайнерському пентхаусі на Манхеттені. Звичайний день, вони разом, вони пристрасно закохані один в одного. Тільки весь світ знає про одну істину: завтра, рівно о 4:44 годині дня, людство назавжди припинить своє існування.

## У ролях
| Актор                  | Роль                      |
| ---------------------- | ------------------------- |
| Віллем Дефо            | Сіско                     |
| Шенін Лі               | Скай                      |
| Наташа Ліонн           | Тіна                      |
| Пол Хіпп               | Ной                       |
| Аніта Палленберг       | Діана, мати Скай          |
| Діердра Макдауелл      | колишня дружина Сіско     |
| Пас де ла Уерта        | жінка на вулиці           |
| Пет Кірнан             | ведучий новин             |
| Тріана Джексон         | Джей Джей, дочка Сіско    |
| Тоні Редман            | людина по телефону, голос |
| Френсіс Куйперс        | Тедді                     |
| Селена Марс            | танцівниця                |
| Джастін Рестіво        | жертва самогубства        |
| Бояна Васік            | жінка з пальто            |
| Хунг Нгуєн             | доставщик                 |
| Хосе Солано            | Джаві, наркоторговець     |
| Джудіт Салазар         | Кармен                    |
| Джиммі Валентіно       | співак                    |
| Френк Аквіліно         | людина поза баром         |
| Марія Ширріпа          | жінка що плаче            |
| Мюріель Спрісслер Дефо | мати Сіско                |
| Ніколя Десеолья        | людина у вікні            |
| Енді Акка              | п'яний                    |
| Філ Акка               | чоловік з грошми          |
| в титрах не вказані    |                           |
| Ентоні Перульо         | розкаянний                |
| Томас Майкл Салліван   | священик                  |
| Ніколя Трангуіліно     | диктор                    |